# Лола Лейн
Ло́ла Лейн (англ. Lola Lane; 21 мая 1906, Macy, Индиана — 22 июня 1981, Санта-Барбара, Калифорния) — американская киноактриса, менее известна как актриса театра. Одна из четырёх «Сестёр Лейн» (Лиота, Лола, Розмари и Присцилла).

## Биография
Дороти Малликэн (настоящее имя актрисы) родилась 21 мая 1906 года в городке Мейси (штат Индиана, США). Вскоре после рождения переехала с родителями и старшей сестрой в городок Индианола (штат Айова), где и выросла. Ещё будучи подростком проявила артистические наклонности: играла на пианино, сопровождая музыкой показ немых кинофильмов; пела в цветочном магазине. Однажды на одном из таких «выступлений» девушку приметил артист водевилей, композитор и кинорежиссёр Гас Эдвардс, который поставил её на путь профессиональной карьеры.
Лола и её старшая сестра Лиота окончили консерваторию при Колледже Симпсона, и к марту 1926 года они вдвоём выступали в Нью-Йорке. Гас Эдвардс настоял, чтобы девушка сменила своё имя Дороти Малликэн на артистический псевдоним Лола Лейн, который показался ему более благозвучным. Лола успешно выступала в театрах Нью-Йорка, в 1928 году даже появилась на бродвейских подмостках в постановке «Военная песня». На одном из выступлений талантливую молодую красивую актрису заметил «охотник за талантами», начинающий кинорежиссёр Бенджамин Столофф, он предложил ей сниматься в кино, и с 1929 года Лейн начала карьеру киноактрисы. Всего за 17 лет (1929—1946) Лола Лейн появилась в 44 лентах, большинство её ролей были в кинофильмах студии Warner Bros.
Окончив в 1946 году свою кинокарьеру, Лейн «ушла в тень», о её дальнейшей жизни известно мало. Была активным демократом, принимала заметное участие в президентских выборах 1952 года, поддерживая кандидатуру Эдлая Стивенсона.
Актриса скончалась 22 июня 1981 года в городе Санта-Барбара (штат Калифорния) в возрасте 75 лет. Похоронена на кладбище «Голгофа» в Лос-Анджелесе.
Создатель комиксов Джерри Сигел дал одному из своих персонажей, Лоис Лейн, имя в честь Лолы Лейн (актриса ярко сыграла роль женщины-репортёра в фильме 1938 года «Торчи Блейн в Панаме»).

### Личная жизнь
Актриса официально была замужем пять раз, детей ни от одного из браков не было:
- Генри Клэй Данхем, яхтенный брокер. Год заключения брака неизвестен, до сентября 1931 года последовал развод.
- Лью Эйрс (1908—1996), известный киноактёр. Брак заключён 15 сентября 1931, 3 февраля 1933 года последовал развод[4][7].
- Александр Холл (1894—1968), известный кинорежиссёр. Брак заключён 26 мая 1934 года, 14 декабря 1936 года последовал развод.
- Роланд Уэст (1885—1952), известный кинорежиссёр. Брак заключён в конце июня 1946 года, 31 марта 1952 года муж скончался (инсульт и нервный срыв).
- Роберт Хэнлон[4], авиаконструктор. Брак заключён 20 января 1955 года и продолжался 26 лет до самой смерти актрисы 22 июня 1981 года.

## Избранная фильмография
- 1929 — Спикизи[англ.] / Speakeasy — Элис Вудс
- 1929 — Кинобезумства «Фокса» 1929 года[англ.] / Fox Movietone Follies of 1929 — Лила Бомон
- 1930 — Хорошие новости[англ.] / Good News — Пэт
- 1935 — Убийство в медовый месяц[англ.] / Murder on a Honeymoon — Филлис Ла Фонт
- 1937 — Меченая женщина / Marked Woman — Гэбби
- 1937 — Голливудский отель[англ.] / Hollywood Hotel — Мона Маршалл
- 1938 — Торчи Блейн в Панаме[англ.] / Torchy Blane in Panama — Торчи Блейн, репортёр
- 1938 — Четыре дочери[англ.] / Four Daughters — Тея Лемп
- 1939 — Мужественные дочери[англ.] / Daughters Courageous — Линда Мастерс
- 1939 — Четыре жены[англ.] / Four Wives — Тея Лемп Краули
- 1940 — Банды Чикаго[англ.] / Gangs of Chicago — Джун Уитакер
- 1941 — Четыре матери[англ.] / Four Mothers — Тея Лемп Краули
- 1942 — Мисс V из Москвы / Miss V from Moscow — Вера Марова (выдаёт себя за Грету Хиллер), советская шпионка
- 1946 — Крайний срок — на рассвете / Deadline at Dawn — Эдна Бартелли

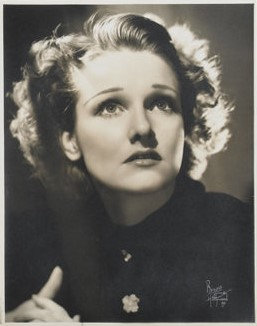
Промо-фото 1930-х годов
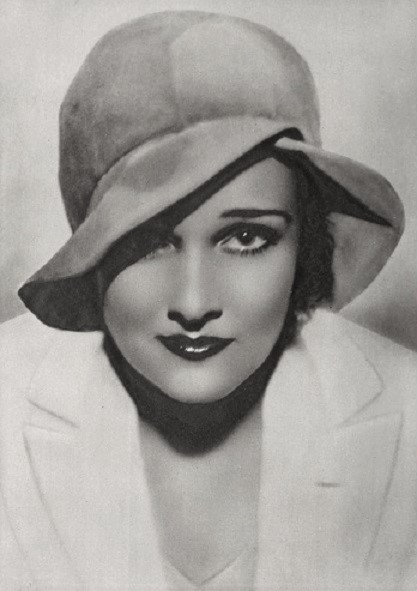
Фото 1930 года
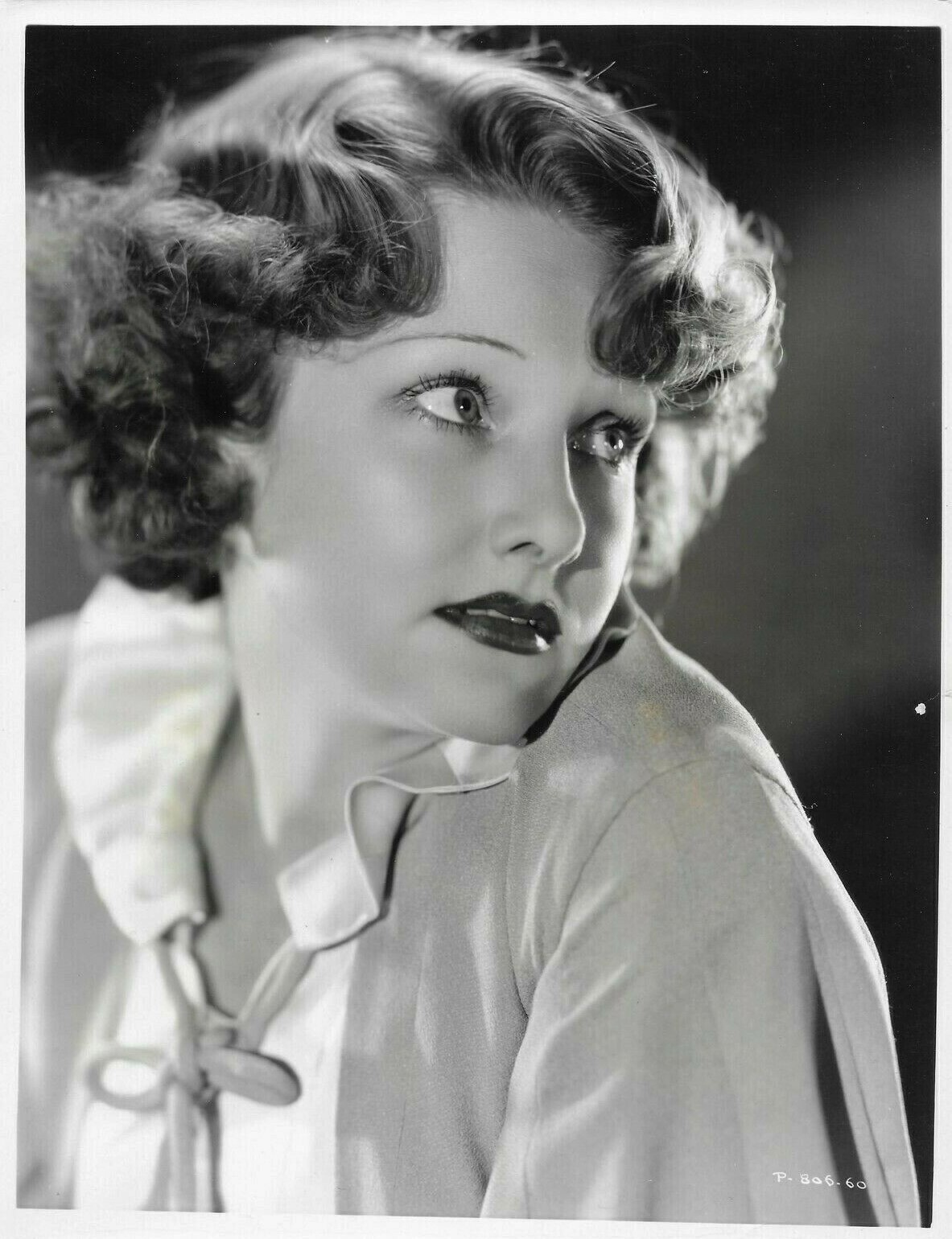
Промо-фото к фильму «Убийство в медовый месяц[англ.]» (1935)
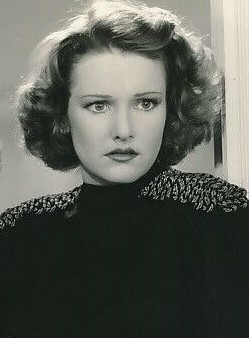
В фильме «Меченая женщина» (1937)
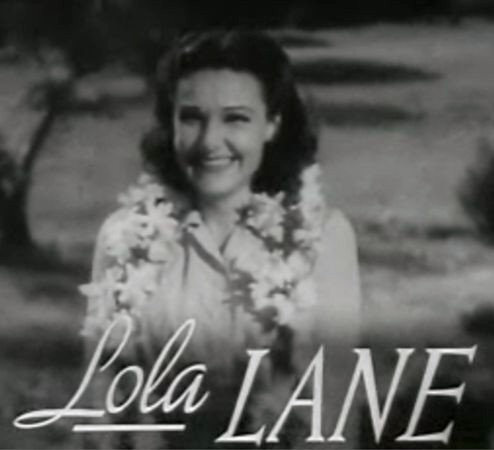
В фильме «Четыре дочери[англ.]» (1938)
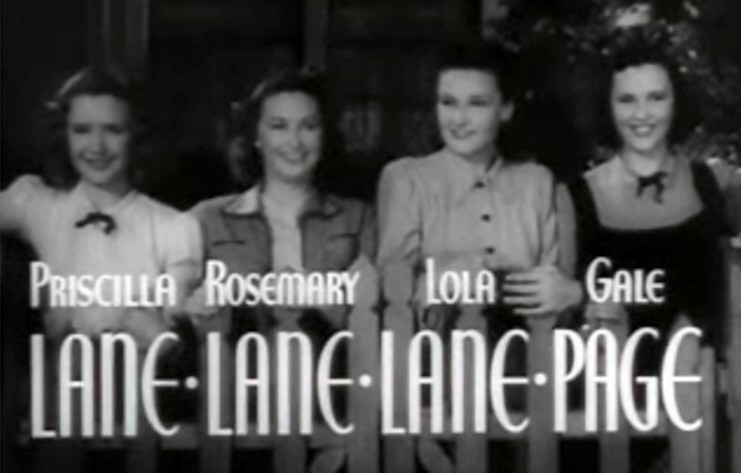
«Четыре жены[англ.]» (1939). Слева направо: Присцилла Лейн, Розмари Лейн, Лола Лейн и Гейл Пейдж.